# نادي الرائد
نادي الرائد السعودي لكرة القدم، هو نادٍ رياضي سعودي يقع مقره في مدينة بريدة بمنطقة القصيم في السعودية يضم العديد من الألعاب أهمها لعبة كرة القدم. يعد نادي الرائد أول نادٍ في منطقة القصيم ومن أهم المؤسسين له غانم عبد الله الغانم وعبد العزيز العبودي.

## تاريخ
تأسس نادي الرائد كفريق لكرة القدم في عام 1954 (1374 هـ) تحت اسم «الأهلي» بجهود ذاتية من شباب مدينة بريدة. وفي عام 1962 (1382 هـ) تم تسجيل النادي رسميًا لدى الجهات المختصة في رعاية الشباب بوزارة المعارف التي بدأت منذ ذلك التاريخ توثيق أندية المملكة العربية السعودية، القصيم تسجيلًا وتأسيسًا. وفي عام 1968 تحول إلى اسمه الجديد «نادي الرائد» بدلًا من «الأهلي» وذلك عندما صدر الترخيص للأندية الرياضية، وذلك نظرًا إلى تكرار اسم الأهلي في أكثر من نادٍ بالمملكة العربية السعودية اختار القائمون على النادي اسم «الرائد». وكان أبرز من ساهم في تأسيس النادي عبد العزيز العبودي وعلي المضيان وعبد العزيز العمار ومحمد الفوزان ويوسف العمار وغانم الغانم.

## كرة القدم
برز نادي الرائد واشتهر في لعبة كرة القدم، حيث استطاع الصعود لمصاف فرق دوري الدرجة الأولى السعودي، وذلك موسم 1980-1981 مع نادي الروضة في التصفيات التي أقيمت في الرياض، ويهبط بعد موسم ويعود في موسم 1983-1984 للصعود مع نادي الأنصار. وفي موسم 1986 حقق الإنجاز الأغلى والأثمن بصعود الفريق الأول لمصاف أندية الدوري السعودي الممتاز كأول أندية منطقة القصيم يحقق هذا الإنجاز، ثم تكرر صعوده إلى الدوري الممتاز في نهاية أعوام 1989، 1992، 1998، 2002، 2007.

## تشكيلة الفريق الأول
ملاحظة: تشير الأعلام إلى المنتخب الوطني على النحو المحدد في قواعد الأهلية للفيفا. قد يحمل اللاعبون أكثر من جنسية واحدة غير تابعة للفيفا.
| الرقم | البلد     | المركز | اللاعب                             |
| ----- | --------- | ------ | ---------------------------------- |
| 1     | رومانيا   | حارس   | أندريه موريرا                      |
| 4     | السعودية  | مدافع  | عبد الله هزازي                     |
| 7     | الجزائر   | وسط    | أمير سعيود                         |
| 8     | النرويج   | وسط    | ماثياس نورمان                      |
| 9     | السعودية  | مهاجم  | رائد الغامدي                       |
| 10    | المغرب    | وسط    | محمد فوزير                         |
| 11    | المغرب    | مهاجم  | كريم البركاوي                      |
| 12    | السعودية  | مدافع  | زكريا هوساوي                       |
| 13    | السعودية  | مدافع  | عبد الله اليوسف                    |
| 15    | السعودية  | وسط    | صالح العمري (معار من نادي الاتحاد) |
| 16    | المغرب    | مدافع  | أيوب قاسمي                         |
| 17    | الجزائر   | وسط    | مهدي عبيد                          |
| 18    | السعودية  | وسط    | نايف هزازي                         |
| 21    | الكاميرون | مدافع  | عمر غونزاليس                       |
| 23    | السعودية  | حارس   | باسل العنزي U19                    |

| الرقم | البلد    | المركز | اللاعب                                  |
| ----- | -------- | ------ | --------------------------------------- |
| 24    | السعودية | وسط    | خالد السبيعي                            |
| 25    | السعودية | وسط    | عمر شامي                                |
| 28    | السعودية | مدافع  | حمد الجيزاني                            |
| 30    | السعودية | حارس   | صالح الوحيمد                            |
| 32    | السعودية | مدافع  | محمد الدوسري                            |
| 41    | السعودية | مهاجم  | نواف السهلي                             |
| 42    | السعودية | وسط    | أنس الزهراني                            |
| 45    | السعودية | وسط    | يحيى سنبل                               |
| 47    | السعودية | مدافع  | مبارك الشايع U19                        |
| 48    | السعودية | مهاجم  | فيصل نحيت U19                           |
| 50    | السعودية | حارس   | مشاري سنيور                             |
| 55    | السعودية | حارس   | فراس الراجحي U19                        |
| 77    | سوريا    | وسط    | بسام حمود                               |
| 94    | السعودية | مدافع  | مبارك الراجح                            |
| 99    | السعودية | مهاجم  | ثامر الخيبري U19 (معار من نادي الاتفاق) |

### لاعبين غير مسجلين
ملاحظة: تشير الأعلام إلى المنتخب الوطني على النحو المحدد في قواعد الأهلية للفيفا. قد يحمل اللاعبون أكثر من جنسية واحدة غير تابعة للفيفا.
| الرقم | البلد    | المركز | اللاعب       |
| ----- | -------- | ------ | ------------ |
| 3     | السعودية | وسط    | سعود الدوسري |

| الرقم | البلد    | المركز | اللاعب       |
| ----- | -------- | ------ | ------------ |
| 51    | السعودية | مهاجم  | محمد الحازمي |

### المعارون
ملاحظة: تشير الأعلام إلى المنتخب الوطني على النحو المحدد في قواعد الأهلية للفيفا. قد يحمل اللاعبون أكثر من جنسية واحدة غير تابعة للفيفا.
| الرقم | البلد    | المركز | اللاعب                           |
| ----- | -------- | ------ | -------------------------------- |
| 2     | السعودية | مدافع  | بندر وحيشي (معار من نادي الطائي) |

| الرقم | البلد    | المركز | اللاعب                                    |
| ----- | -------- | ------ | ----------------------------------------- |
| 43    | السعودية | مدافع  | عبد الله الروضان U19 (معار من نادي الصقر) |

## الألقاب
دوري الدرجة الأولى السعودي
- البطل (2): 1992، 2008.[3]

دوري الدرجة الثانية السعودي
- البطل (1): 2006.[3]

كأس الأمير فيصل بن فهد لأندية الدرجة الأولى والثانية
- البطل (1): 2006.[3]

## أبرز اللاعبين على مر تاريخ النادي

### المحليين
| - عبد العزيز صالح الغنيم - صالح المبارك - عبد العزيز الشيب - إبراهيم صالح الغنيم - مغنم النجدي - سالم العنزي - علي العلوان - سعد البذرة - محمد النودلي - إبراهيم سليمان الثنيان - سليمان السعدون - فهد العلي الناصر - فهد ناصر الناصر - فهد العواد | - محمد القريحة - وليد الركبي - بجاد الرشيدي - محمد الحسين - مزيد الشقير - ناصر الفهيد - فهد الفهيد - سعود المطيري - خالد المشيطي - عبد الله العمر - محمد السويلم - عبدالله الرميح - محمد السلال - نواف الدعجاني - فارس العمري - فهد الجضعان |

### الأجانب
- كريم البركاوي
- محمد فوزير
- لونج
- جوليو تافاريس
- ألكسندرو ميتريتا
- بابلو سانتوس
- داميان دوكوفيتش
- رينيه سانتوس
- شيكابالا

## رؤساء النادي
| - عبد العزيز العبودي - غانم الغانم - يوسف العمار - علي الخليفة - محمد الفوزان - فارس العودة - عبد الله الغيث - مرزوق المرزوق - سليمان العضاض - فهد الربدي - عبد الله السدرة | - عبد العزيز المسلم - إبراهيم الربدي - عبد الله المبارك - أحمد العبودي - عبد المحسن السعيدان - عبد العزيز التويجري - خالد السيف - فهد المطوع - عبد العزيز المسلم (عاد لرئاسة النادي بعد سبعة روؤساء خلفوه) - عبد اللطيف الخضير - عبد العزيز التويجري - منصور الرسيني - فهد المطوع (عاد لرئاسه كتكليف ثم انتخب لأربع سنوات قادمه) |

## وصلات خارجية
- الموقع الرسمي لنادي الرائد
- شبكة الجماهير الرائدية